# 37 aC

## Esdeveniments

### Àsia
- El regne de Goguryeo a Corea és fundat pel rei Dongmyeong.

### Imperi romà
- Luci Canini Gal i Marc Vipsani Agripa són cònsols.
- Marc Vipsani Agripa crea el "portus Julius" avui submergit a la ciutat de Puteoli (a prop de Nàpols).
- Octavi ingeniera el Pacte de la Segona Terentum la que es va renovar el Triunvirato per un període addicional de cinc anys.
- Roma conquereix Jerusalem dels partes. Herodes el Gran es converteix en rei de Judea. Jonathan Aristobulus III es converteix en sumu sacerdot.

## Necrològiques
- Antígon de Judea executat per ordre de Marc Antoni.
- Empress Shangguan
- Jing Fang, matemàtic i músic xinès.